# Pavel Kopáček

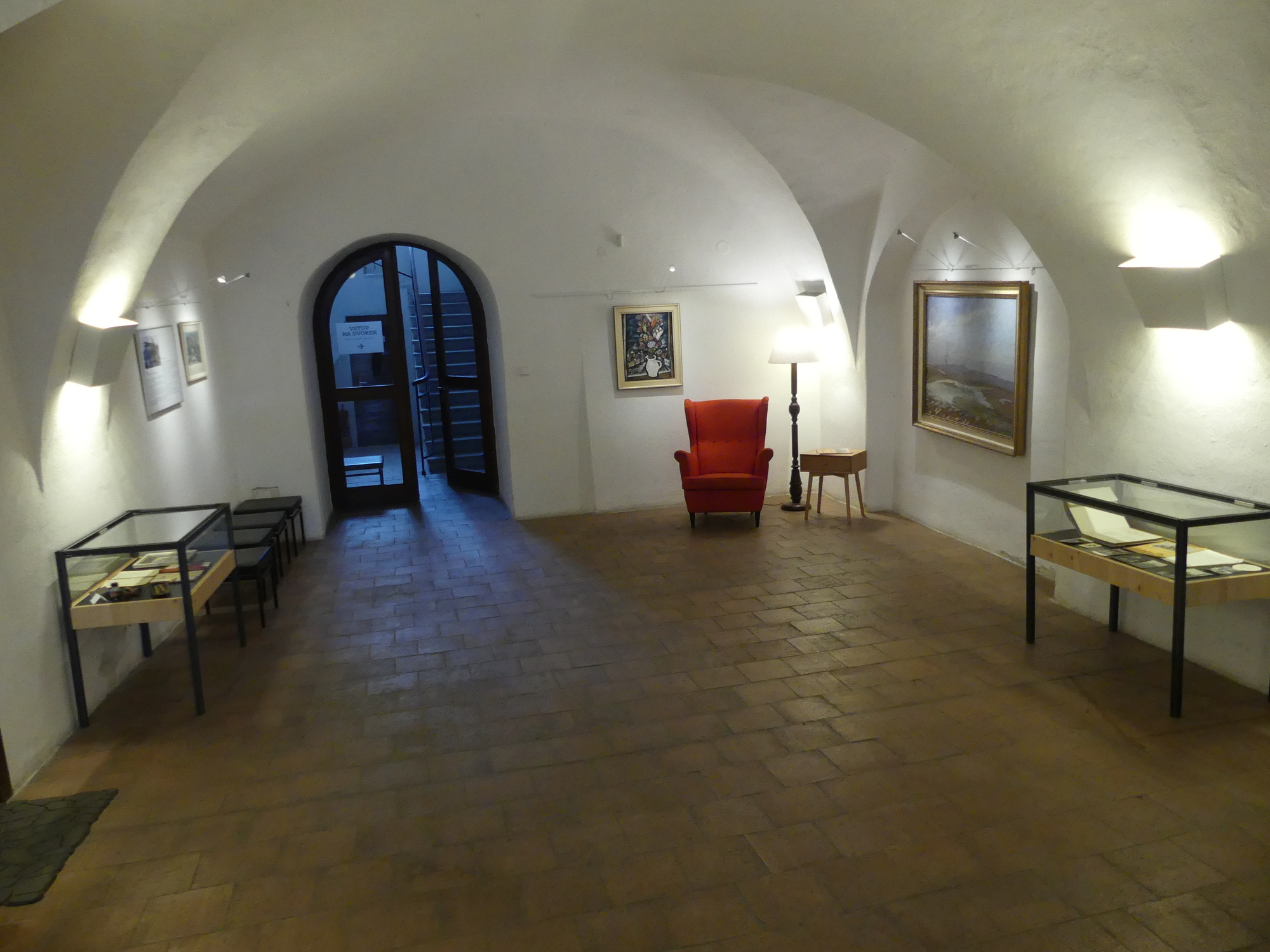
Ve vstupní hale novoměstského Horáckého muzea byla připravená výstavka několika děl a předmětů z pozůstalosti umělce

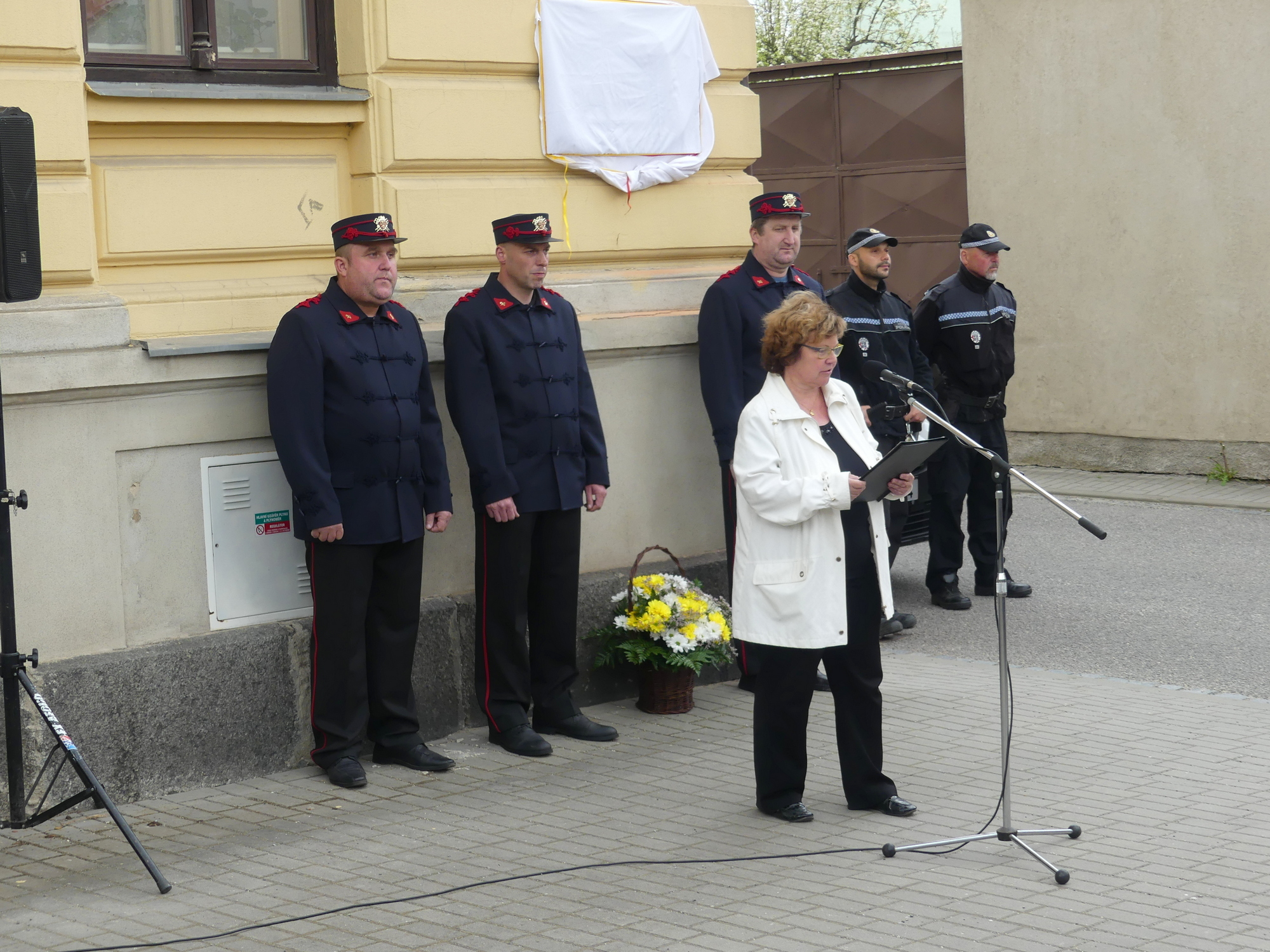
Ředitelka Horácké galerie Věra Staňková v projevu seznámila přítomné s několika kapitolami z života malíře Pavla Kopáčka

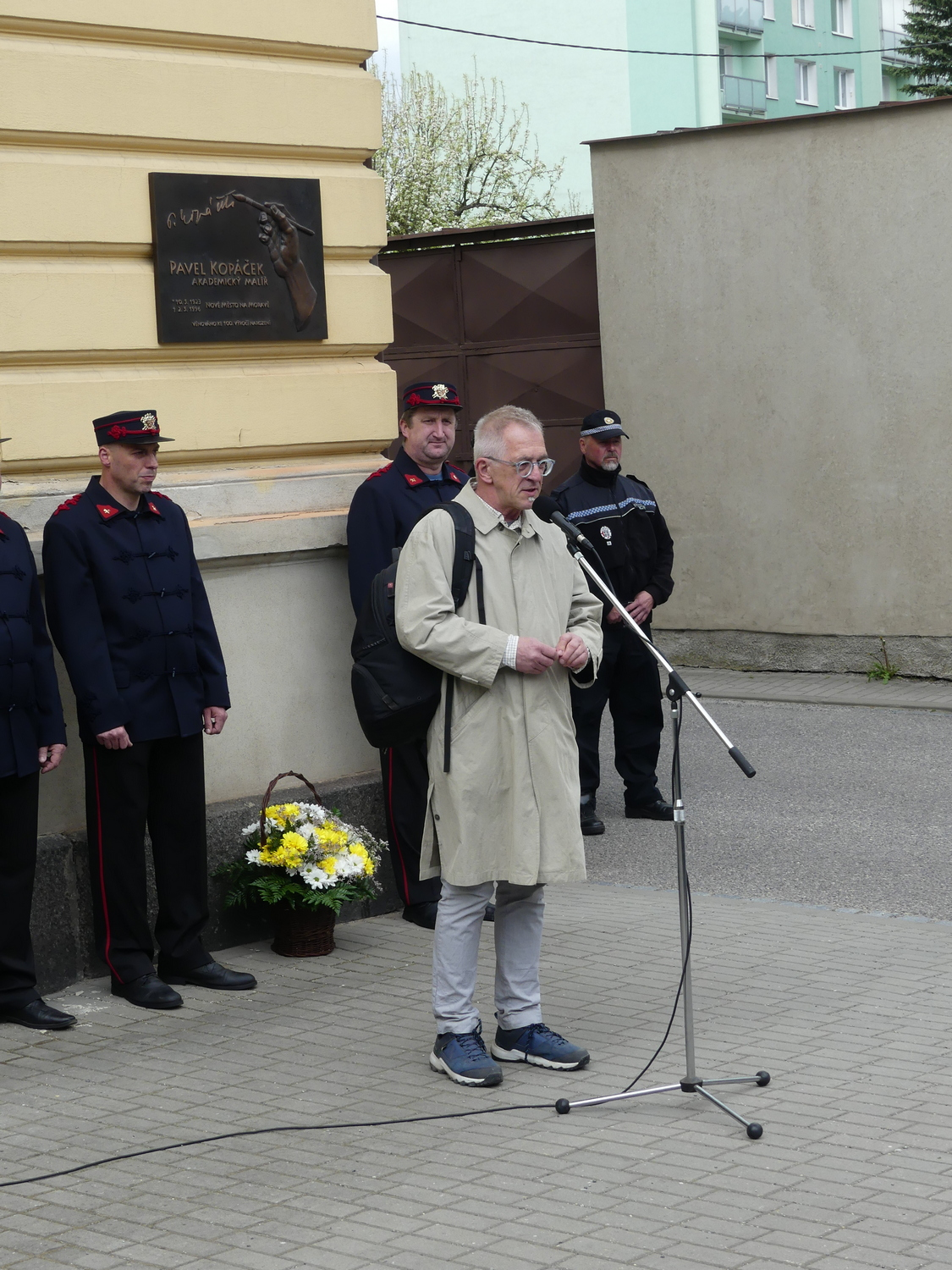
Akademický sochař Jiří Plieštik krátce promluvil o výtvarném pojetí pamětní desky

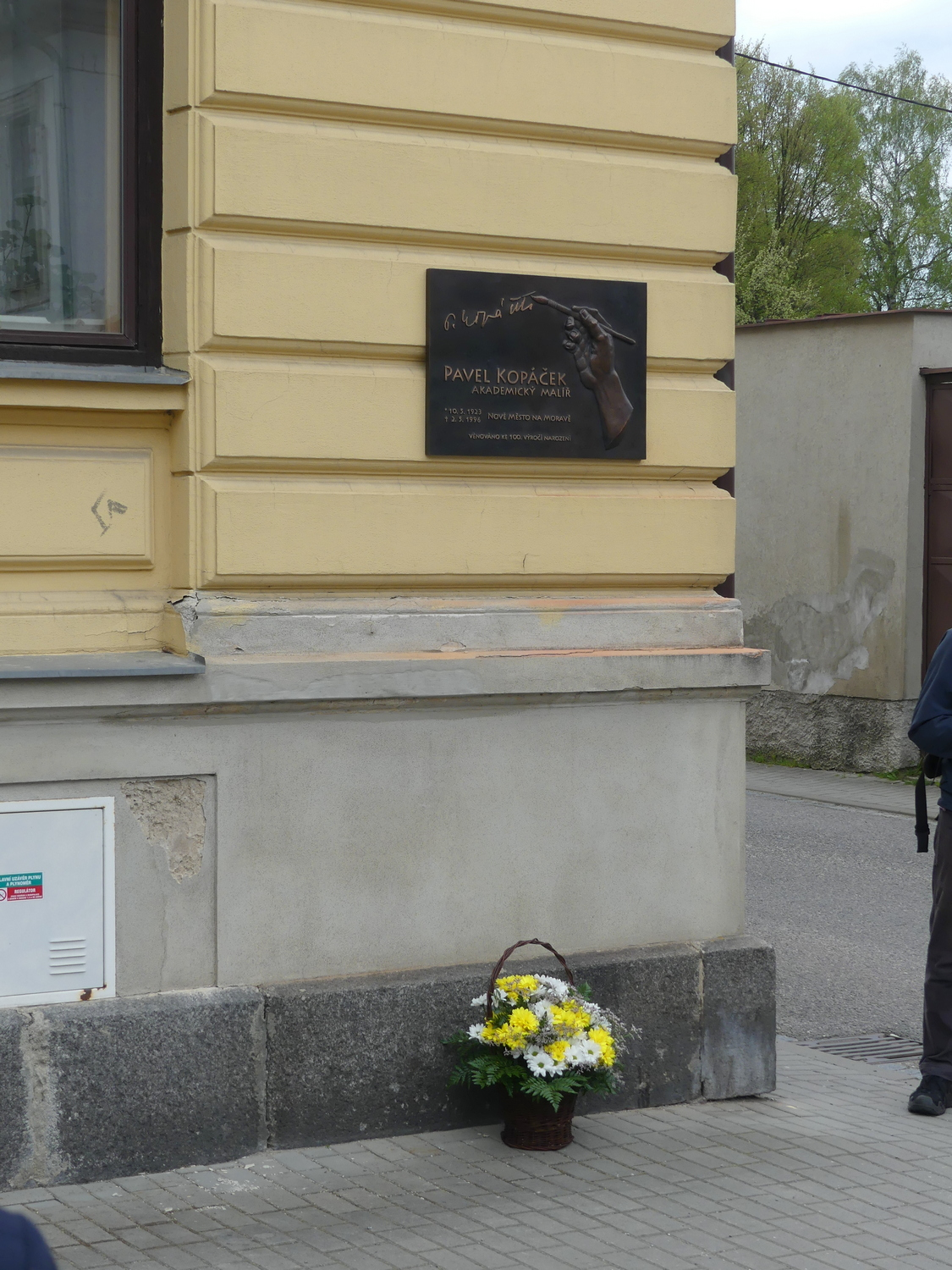
Květinový koš jako symbol úcty ke kulturnímu odkazu umělce se po odhalení desky dostal na hrob rodiny Kopáčkovy, kde spočívají ostatky malíře Pavla Kopáčka

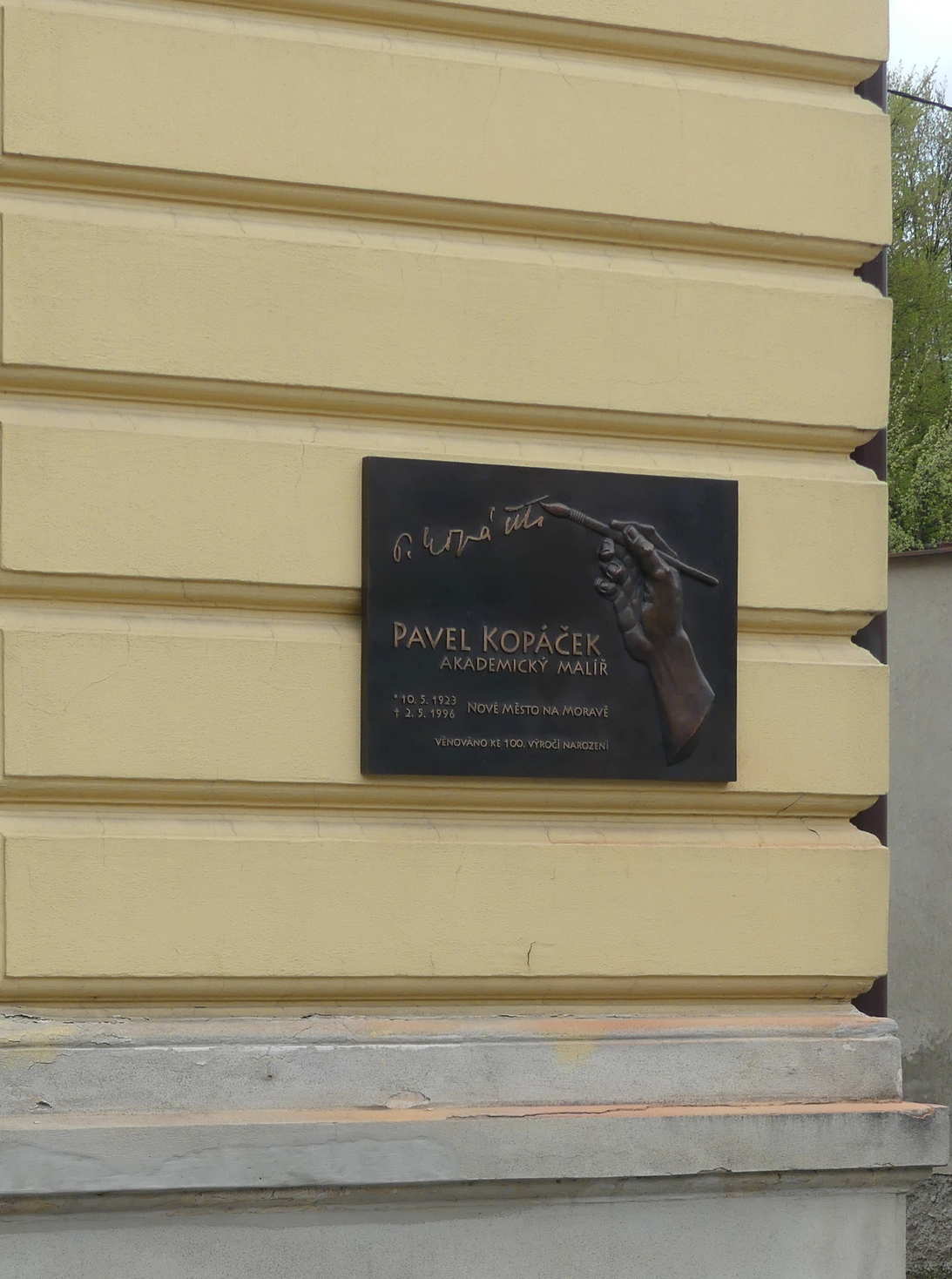
Detail pamětní desky - díla akademického sochaře Jiřího Plieštika

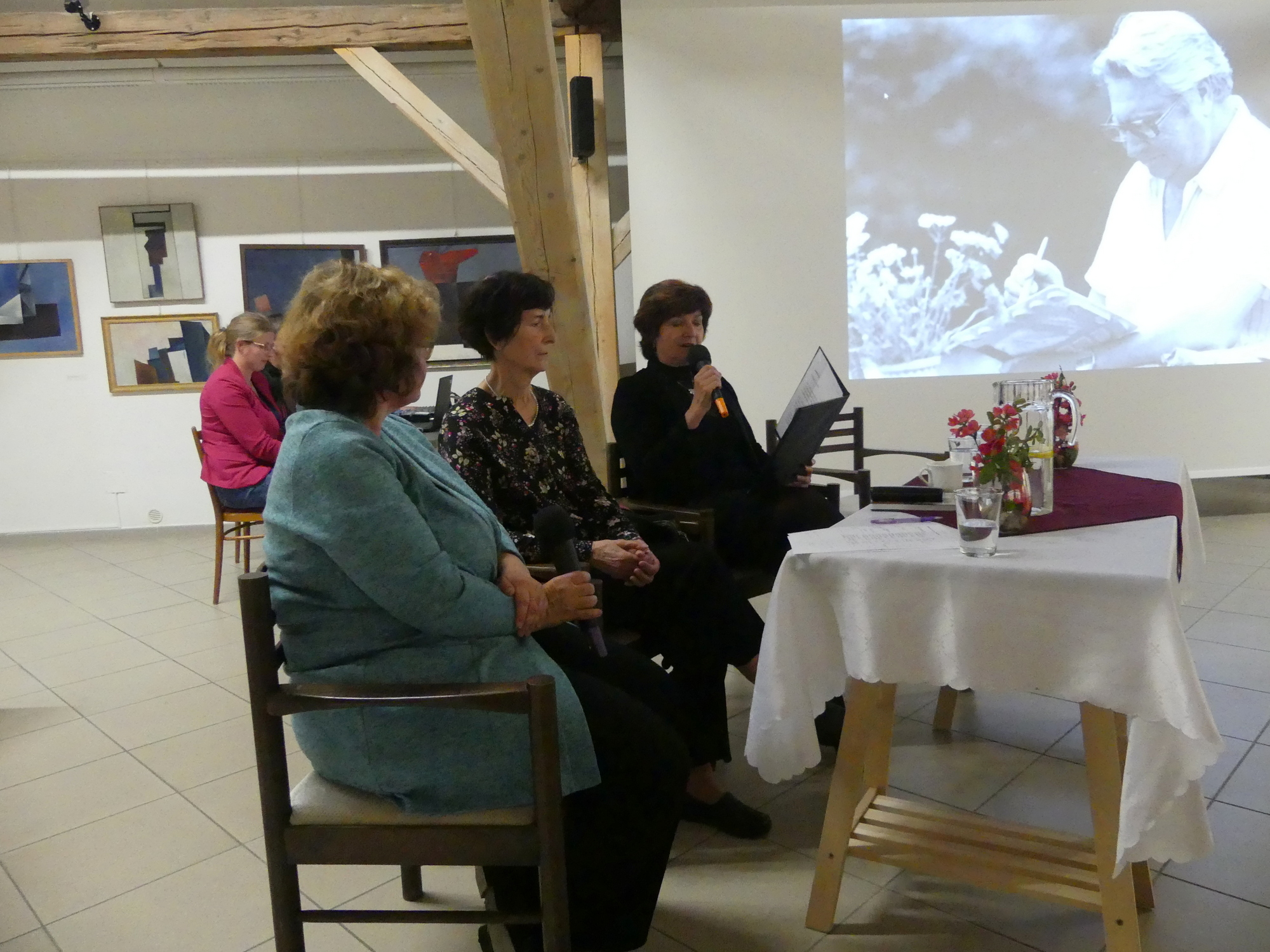
Besedy o životě a díle akademického malíře Pavla Kopáčka se zúčastnily ředitelka Horácké galerie Věra Staňková, novinářka a spisovatelka Věra Rudolfová a herečka Věra Zástěrová Sasínková

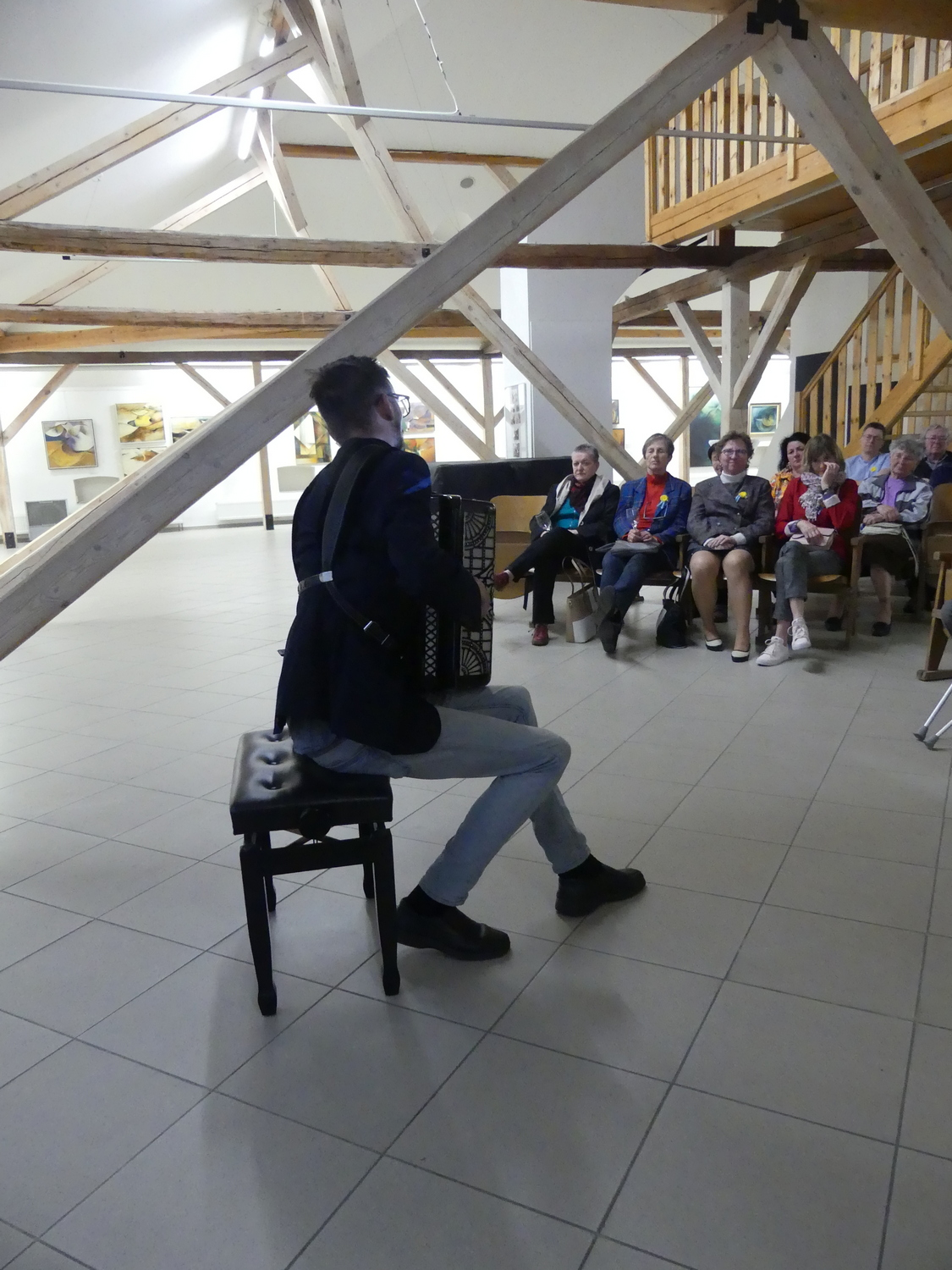
Během besedy zahrál vnuk malíře Pavla Kopáčka David Kopáček umělcovu oblíbenou skladbu "My Way" z repertoáru Franka Sinatry

Pavel Kopáček (10. května 1923 Nové Město na Moravě – 2. května 1996 tamtéž) byl akademický realistický malíř.

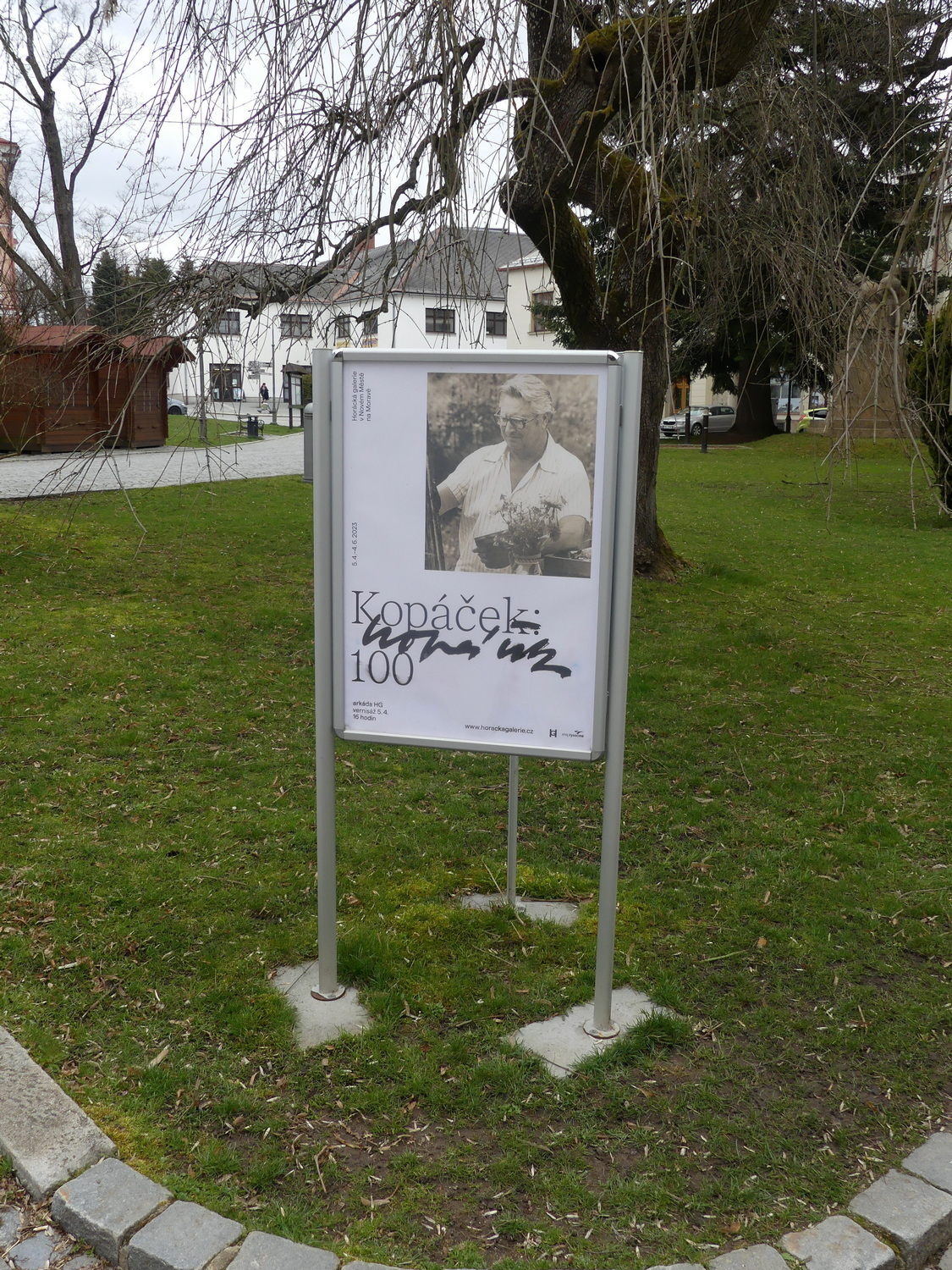
Poutače upozorňovaly na výstavu ke stoletému jubileu akademického malíře Pavla Kopáčka

## Život
Vystudoval Baťovu školu umění ve Zlíně u profesorů Karla Hofmana a Vincence Makovského, poté Akademii výtvarných umění v Praze u profesora Otakara Nejedlého. Po krátkém poválečném pobytu v Praze se vrátil do rodného města, které miloval a celý život podporoval.

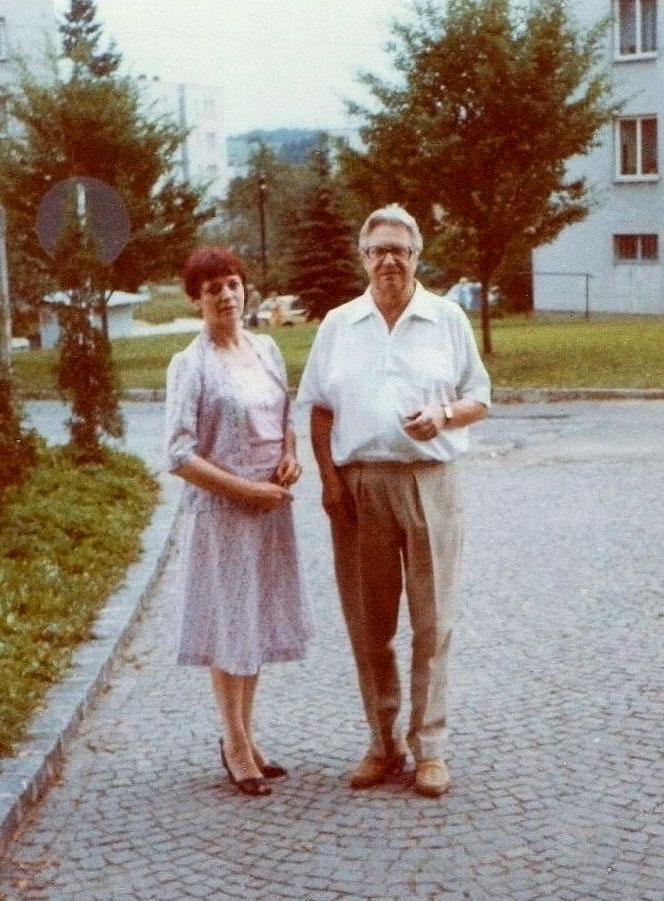
Ak.malíř Pavel Kopáček s manželkou Olgou

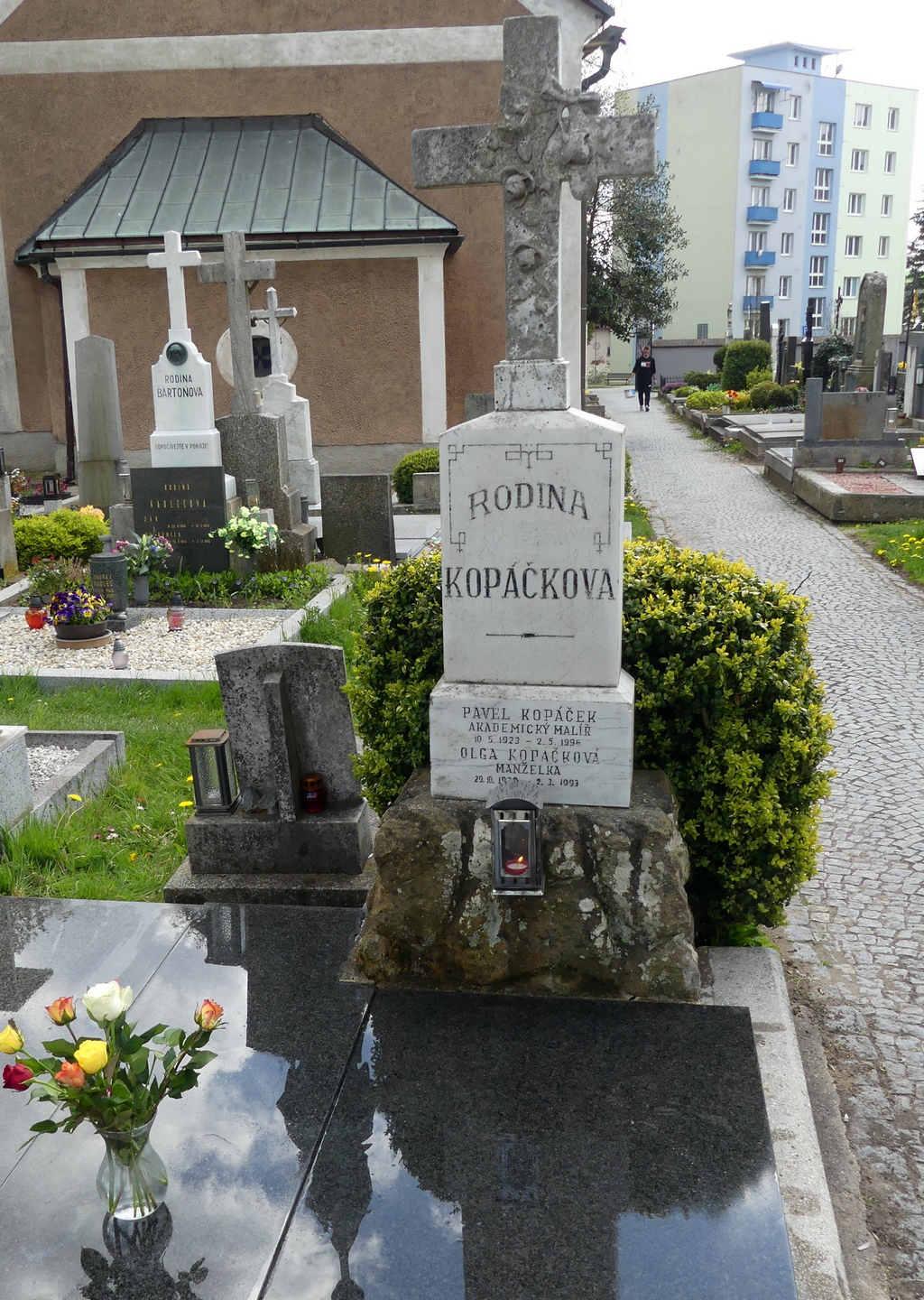
Místo posledního odpočinku akademického malíře Pavla Kopáčka na katolickém hřbitově v Novém Městě na Moravě

Jeho největší malířskou vášní bylo Horácko, kde nacházel motivy po celý svůj profesní i lidský život. Maloval realisticky pojaté krajiny a květinová zátiší, pouze při pobytech v zahraničí (Švýcarsko, Rakousko, Francie, SRN, NDR, Černé moře, Polsko, Jugoslávie, Kanada, USA) maloval i tamější krajiny. Jeho plátna jsou prodchnutá obdivem ke kráse všech ročních období. Tvořil rozměrné formáty krajinomaleb, ale i drobné akvarely, nejčastěji s motivy Nového Města nebo lučních květin či svazečků lesních jahod. Uspořádal 25 samostatných výstav nejen v rodném městě a v sídle okresu, ale i na celostátní úrovni či v zahraničí (NDR, Bulharsko). Rovněž se zúčastnil více než deseti souborných výstav s ostatními výtvarníky. Stal se členem Svazu československých výtvarných umělců a Klubu výtvarných umělců Horácka, pracoval v komisi Českého fondu výtvarných umění v Jihlavě. Jeho díla zdobí nejen soukromé sbírky v České republice, Evropě a zámoří, ale i mnohé veřejné budovy, školy a úřady. Byl oceněn titulem Zasloužilý umělec.
Celoživotní oporou mu byla manželka Olga (1939–1993), v roce 1962 se manželům narodil syn Pavel.
Rok 2023, tedy rok stého výročí narození akad. malíře Pavla Kopáčka, vyhlásilo město Nové Město na Moravě Rokem výtvarníků. Vernisáž výstavy děl Pavla Kopáčka z majetku Horácké galerie zahájila tato významná novoměstská kulturní instituce 5. dubna 2023 za účasti její ředitelky Věry Staňkové, kurátorky výstavy Petry Gregorové a rodiny Pavla Kopáčka ml. Výstava v prostorách arkády Horácké galerie trvala do 4. června 2023.
Dalším významným počinem k oslavě jubilantova centenária se stalo odhalení pamětní desky na domě v Malé ulici č. 153, kde Pavel Kopáček tvořil a většinu svého života i bydlel. Pamětní desku navrhl a realizoval akademický sochař Jiří Plieštik. Zdůraznil na ni dva motivy: umělcovu ruku se štětcem a jeho signaturu jako nedílnou součást každého plátna. Pamětní deska mohla vzniknout díky pochopení a laskavosti Nového Města na Moravě a vyjadřuje úctu, kterou obyvatelé a vedení umělcovy rodné obce tradičně prokazují významným rodákům. Po odhalení desky následovala neformální beseda v prostorách Horácké galerie, na níž se zúčastnili ředitelka HG Věra Staňková, spisovatelka a novinářka Věra Rudolfová, herečka Věra Zástěrová Sasínková, syn umělce Pavel Kopáček ml. s rodinou a množství novoměstských občanů, pamětníků i zástupců mladší generace. Někteří vystoupili i se svými vzpomínkami, besedu doplnila četba a recitace Věry Zástěrové Sasínkové, úryvek z rozhlasového reportážního cyklu "A léta běží, vážení...", kde Pavla Kopáčka zpovídá novinářka Věra Rudolfová, a krátké video z vernisáže umělcovy výstavy v rámci akce "Horácká paleta" včetně recitace dlouholetého malířova přítele herce Radovana Lukavského.
K těmto kulturním počinům se připojilo i novoměstské Horácké muzeum, které připravilo malou, ale zajímavou výstavku, tematicky zaměřenou na fotodokumentaci a některé osobní věci z umělcovy pozůstalosti.
Jubileu se věnovala i místní a regionální média, která průběh oslav sledovala a přinášela pravidelné reportáže.

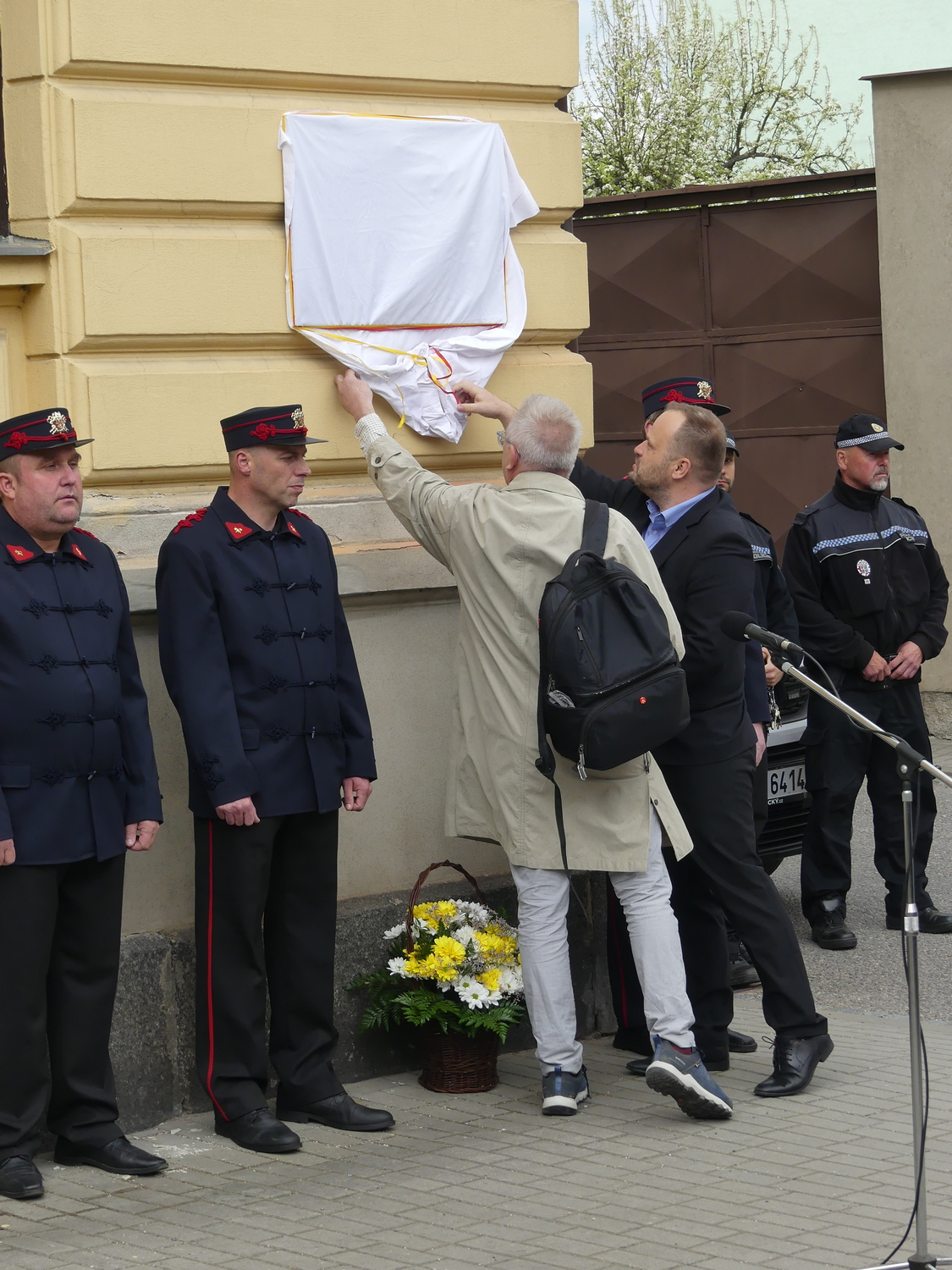
Vlastního aktu odhalení desky na domě, kde akademický malíř Pavel Kopáček tvořil a žil, se ujali starosta města Michal Šmarda a tvůrce pamětní desky akademický sochař Jiří Plieštik

### Související články

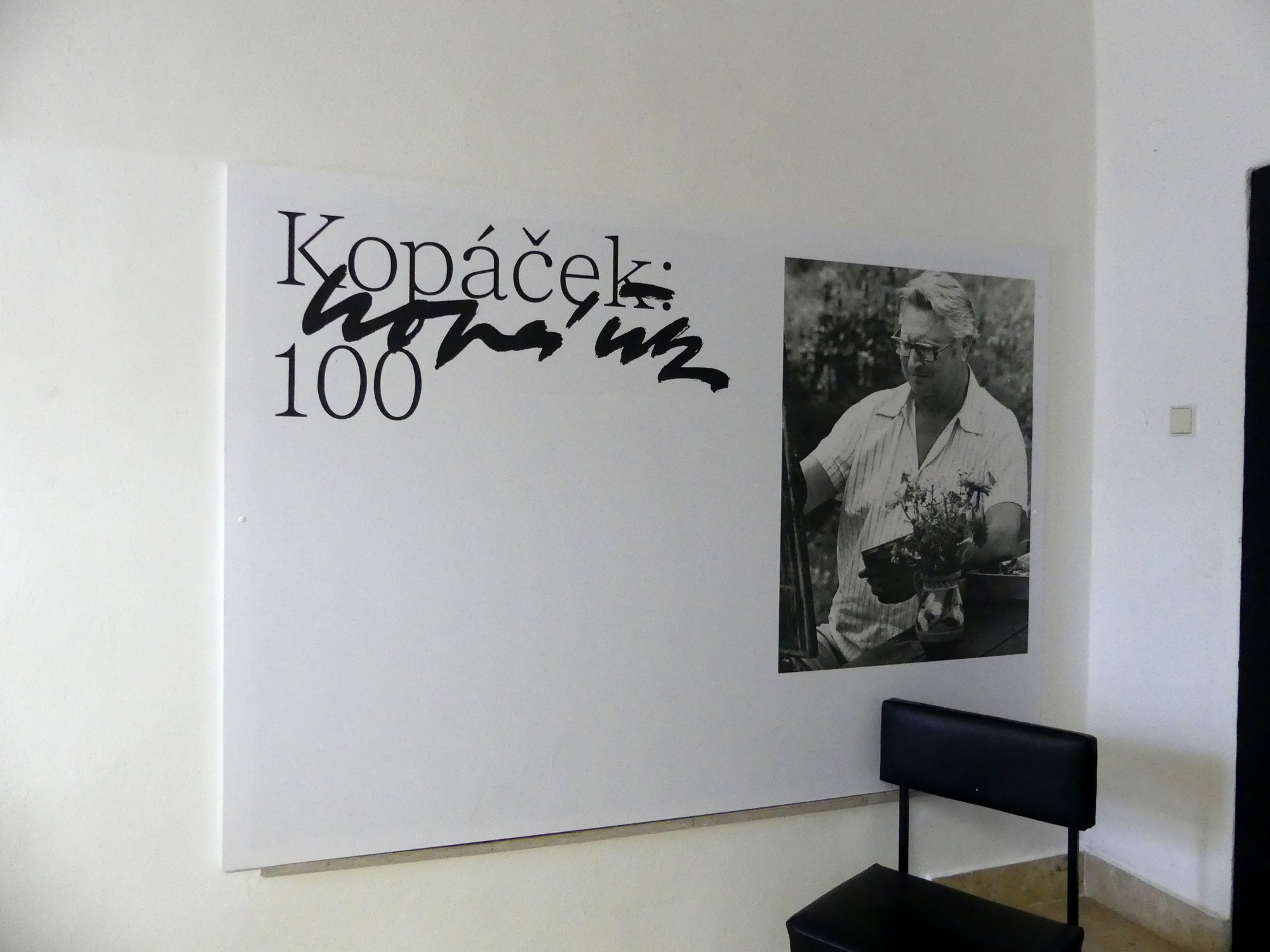
Výstavní panel v arkádě Horácké galerie Nové Město na Moravě vedl návštěvníka k začátku expozice dílem akademického malíře Pavla Kopáčka. Veškeré obrazy pocházely ze sbírkových fondů HG

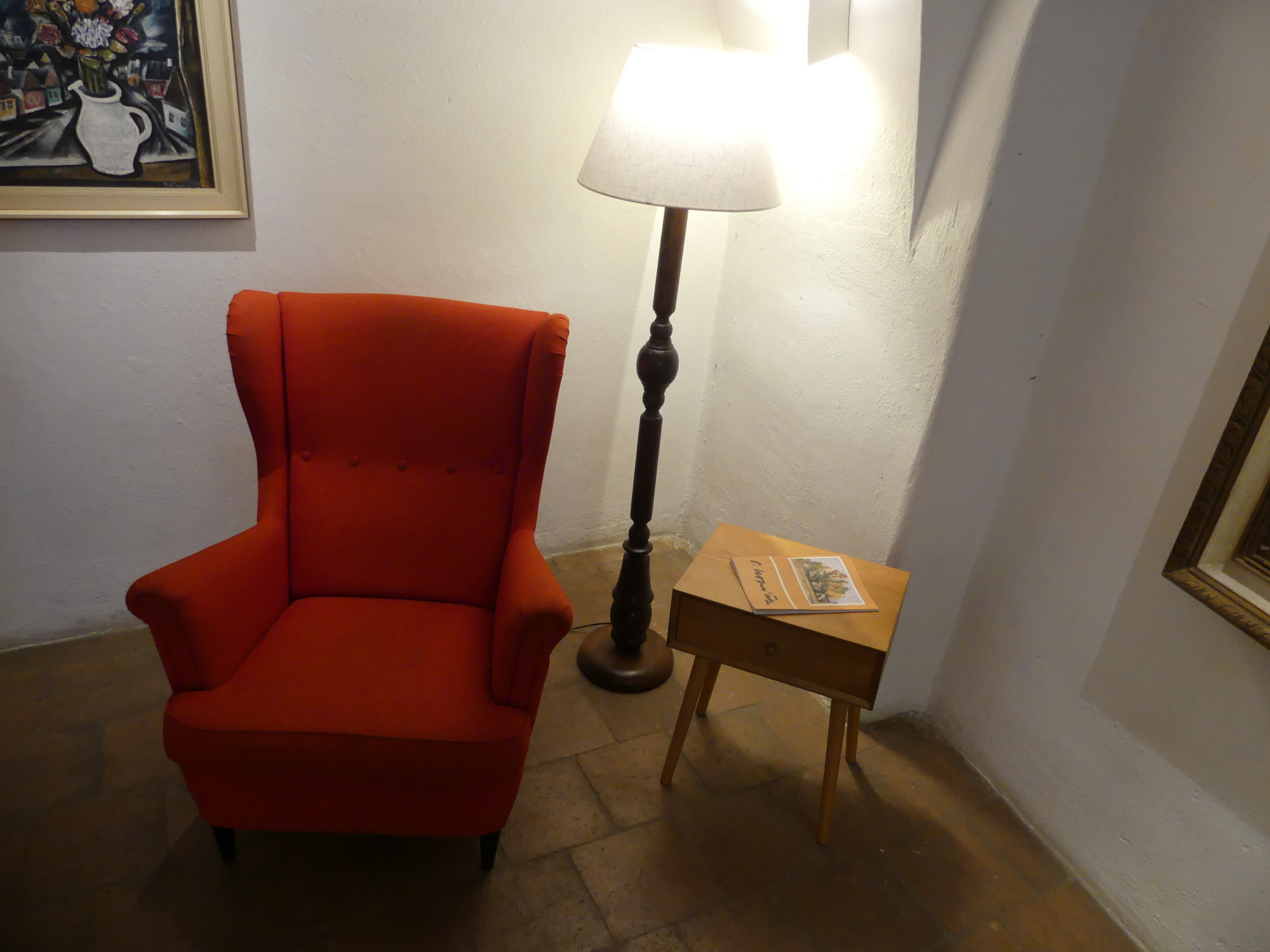
Horácké muzeum v Novém Městě na Moravě připravilo k oslavám umělcova jubilea také koutek s malířovým katalogem...

### Externí odkazy

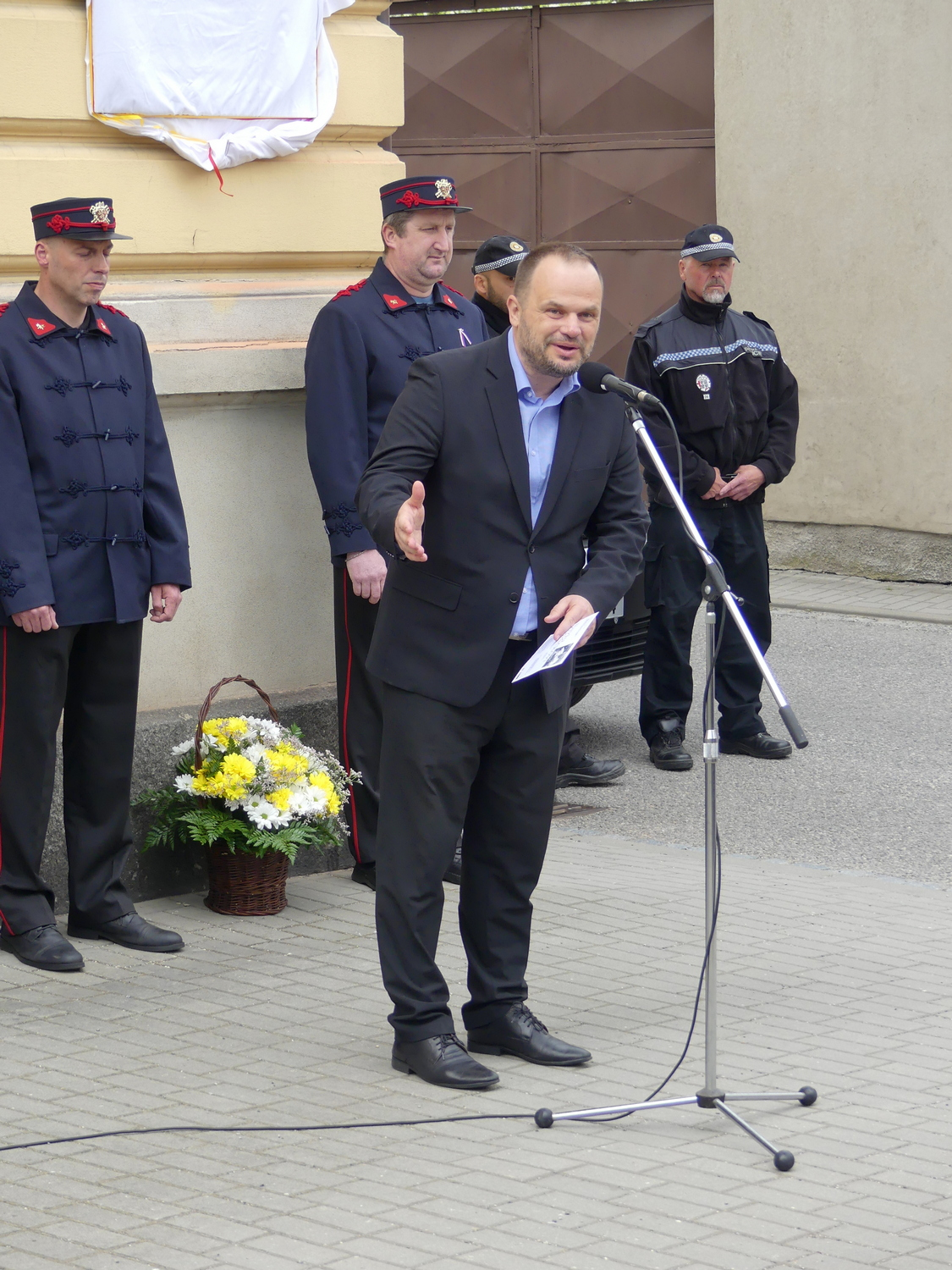
Slavnost odhalení pamětní desky zahájil starosta Nového Města na Moravě Michal Šmarda